# Королевство Руанда
Короле́вство Руа́нда — доколониальное государственное образование в Африке, ведущее свою историю с XI века. С XIV—XV веков управлялось представителями общности тутси. Оно занимало примерно ту же территорию, что занимает современная Руанда. Королевство с 1890 года постепенно переходило под контроль европейских колонизаторов. Руанда стала республикой после социальной революции и референдума 1961 года, в результате чего монархия была официально упразднена.

## История
С XV века большинство населения страны — 82-85 % — составляли хуту. Однако хуту были в основном бедными крестьянами, в то время как короли (мвами), как правило, были тутси. Конечно, некоторые хуту входили в элиту общества, но их процент был незначителен. Именно социальные противоречия между тутси и хуту предопределили последующую историю страны.
К XIX веку мвами смогли укрепить свою власть и централизовать власть. При этом большинство руководителей, назначаемых королями, были тутси. Перераспределение земли, предпринятое в период между 1860 и 1895 годами мвами Рвабугири, привело к формированию системы патронажа, в соответствии с которым землевладельцы тутси требовали ручного труда хуту в обмен на право обрабатывать землю. Эта система приравняла хуту к крепостным, а тутси сделала феодалами. Мвами Рвабугири не учитывал этническую идентичность покоренных народов и всех несвободных стал именовать «хуту».
В 1890 году Брюссельская конференция постановила передать королевство под протекторат Второго рейха. Через девять лет короли тутси признали власть немецкого кайзера, сохранив при этом местную автономию.
В ходе Первой мировой войны в 1915 году на территорию Руанды с территории Бельгийского Конго вторглись бельгийские войска и полностью её захватили в 1916 году. В 1918 году по решению Лиги Наций Руанда стала протекторатом Бельгии. Тутси сохранили свои привилегии, при этом возросло влияние католической церкви.
В 1959 году произошло мощное восстание хуту против короля тутси. Ожесточённые столкновения привели к гибели десятков тысяч тутси и перемещению больших групп беженцев в соседние страны. Многие из этих беженцев находились в эмиграции вплоть до начала 1990-х годов.
В 1961 году в результате референдума монархия в Руанде была упразднена. Большинство мест в Национальной Ассамблее получила католико-националистическая партия «Пармехуту» во главе с Грегуаром Кайибандой.